# Akrokorint
Akrokorint (řecky Ακροκόρινθος), akropolis v Korintu, je monolitická skála s pevností, střežící staré město Korint v Řecku. Byl osídlen nepřetržitě od nejstarších dob až do počátku 19. století. Antická městská akropolis byla díky geomorfologickým podmínkám nejsnadněji hájitelné místo před nepřáteli. Během byzantské vlády byl Akrokorint silně opevněn a stal se sídlem stratéga helleského Thematu. Po čtvrté křížové výpravě byla pevnost, kterou hájil sám byzantský císař Alexios III., dobyta křižáky, následně Benátčany a nakonec osmanskými Turky. Díky samostatnému vodnímu zdroji v Akrokorintu byla pevnost využívána jako poslední obranná linie v jižním Řecku, která bránila Korintskou šíji – bránu na Peloponés. Obranu korintské pevnosti formují tři kruhové zdi kolem kopce. Na vrcholu kopce se nacházel Afrodítin chrám, který byl s příchodem křesťanství přeměněn v kostel a nakonec v mešitu. V roce 1929 začala americká škola s archeologickými vykopávkami. V současné době je Akrokorint jedním z nejúchvatnějších středověkých hradů v Řecku.
O Korintu a jeho mytologii se také ve svém díle „Cesty po Řecku“ zmiňuje řecký cestovatel z 2. století Pausaniás, zejména o Briareovi, jedním z Hekatoncheirů, který rozhodoval ve sporu mezi Poseidónem a Héliem, mezi mořem a sluncem; jeho verdikt byl, že Korintský záliv bude nadále patřit moři, tedy Poseidónovi a korintská akropole Héliovu slunci.
Pramen Horní Peirene je umístěn uvnitř akrokorintských hradeb. „Pramen, který je za chrámem, a který měl být darem boha Asópa Sisyfovi. Později se dozvěděli, že nejvyšší bůh Zeus unesl dceru říčního boha Asópa Aigínu. Sisyfos Asópovi Dia prozradil, ale výměnou měl Asópos dát Akrokorintu nevysychající pramen.“ (Pausaniás 2.5.1).

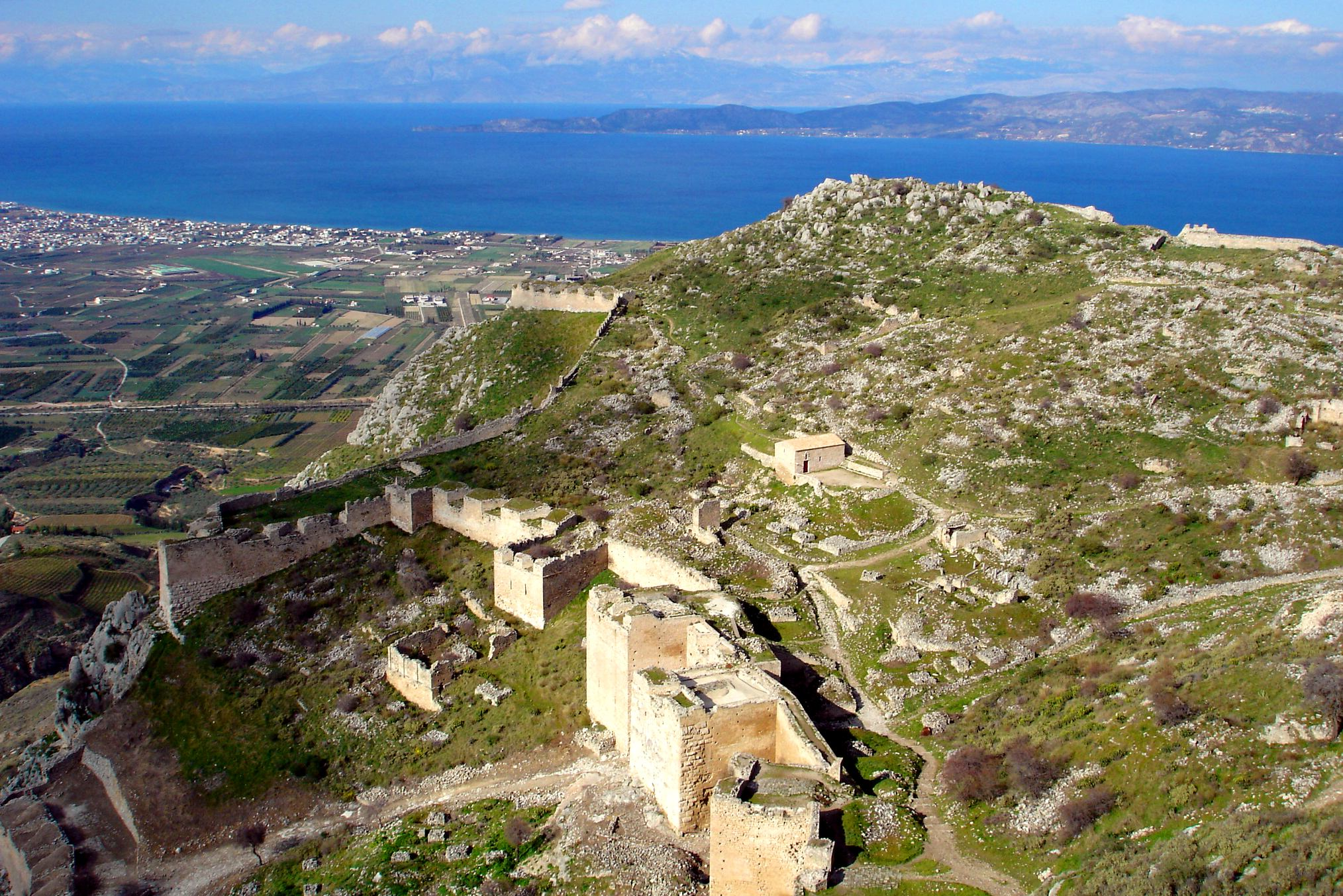
Akrokorint, pohled ze severu
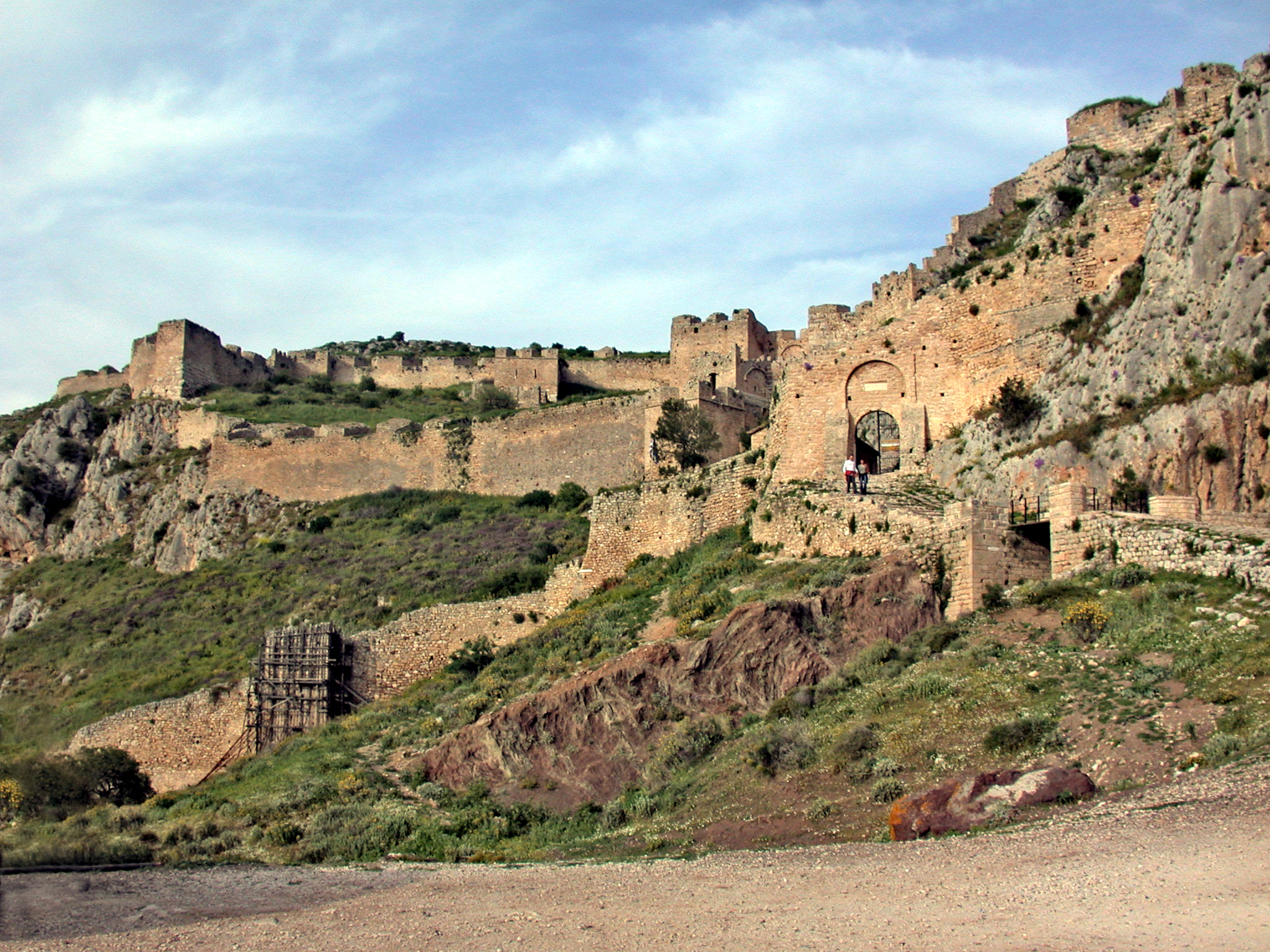
Akrokorint, pohled ze západu
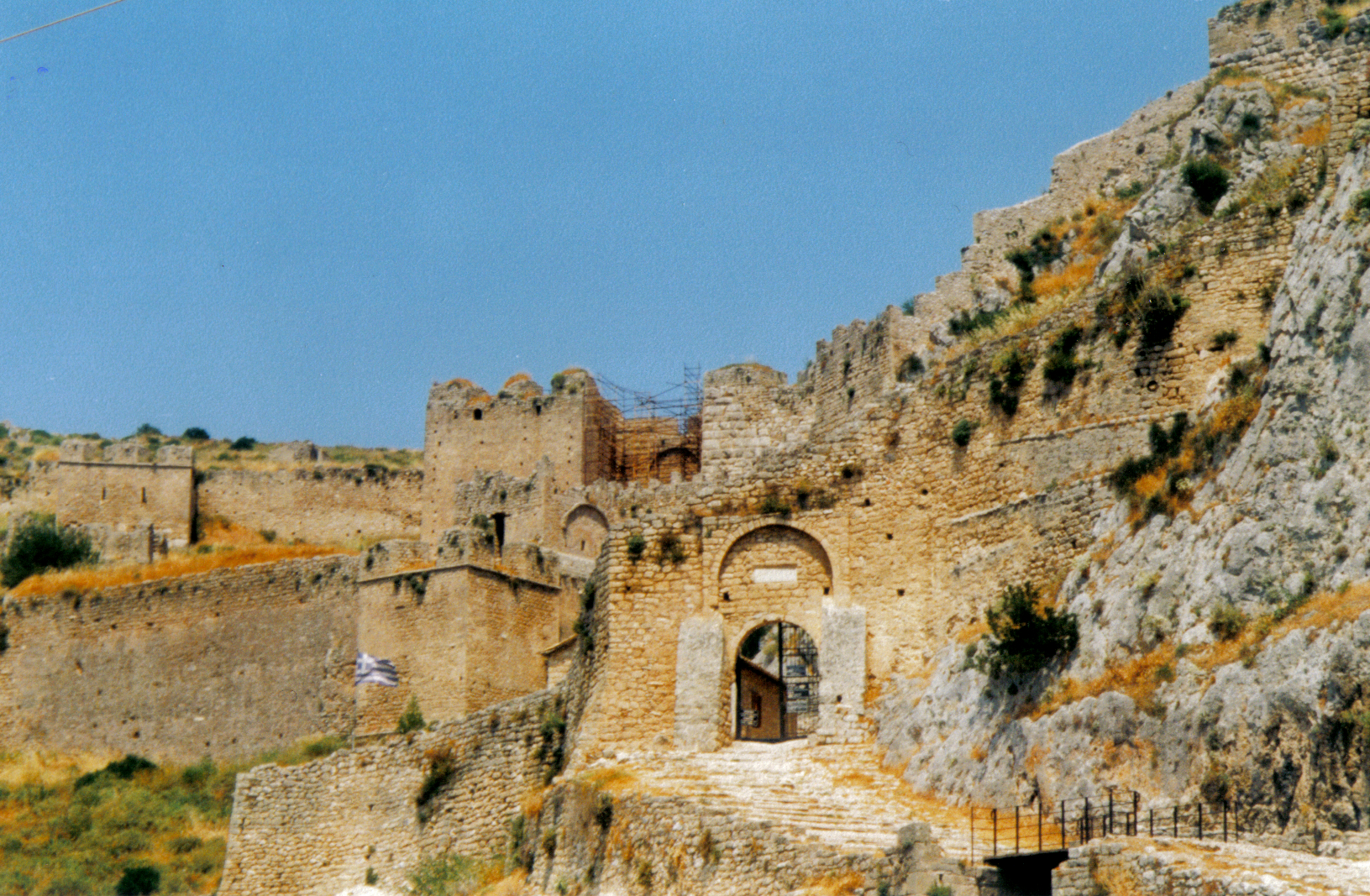
Akrokorintská brána
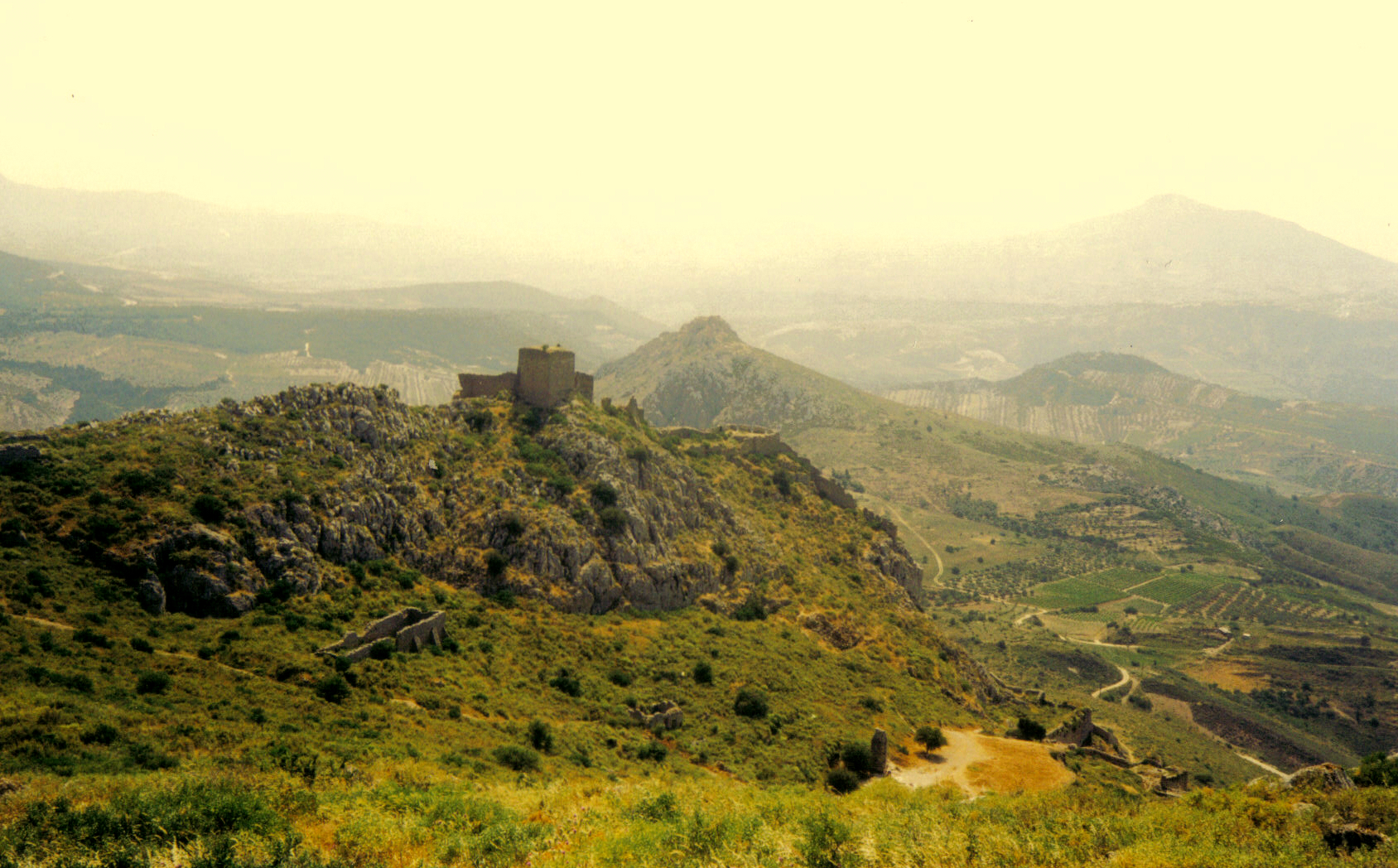
Křižácká pevnost na západním hřebenu Akrokorintu
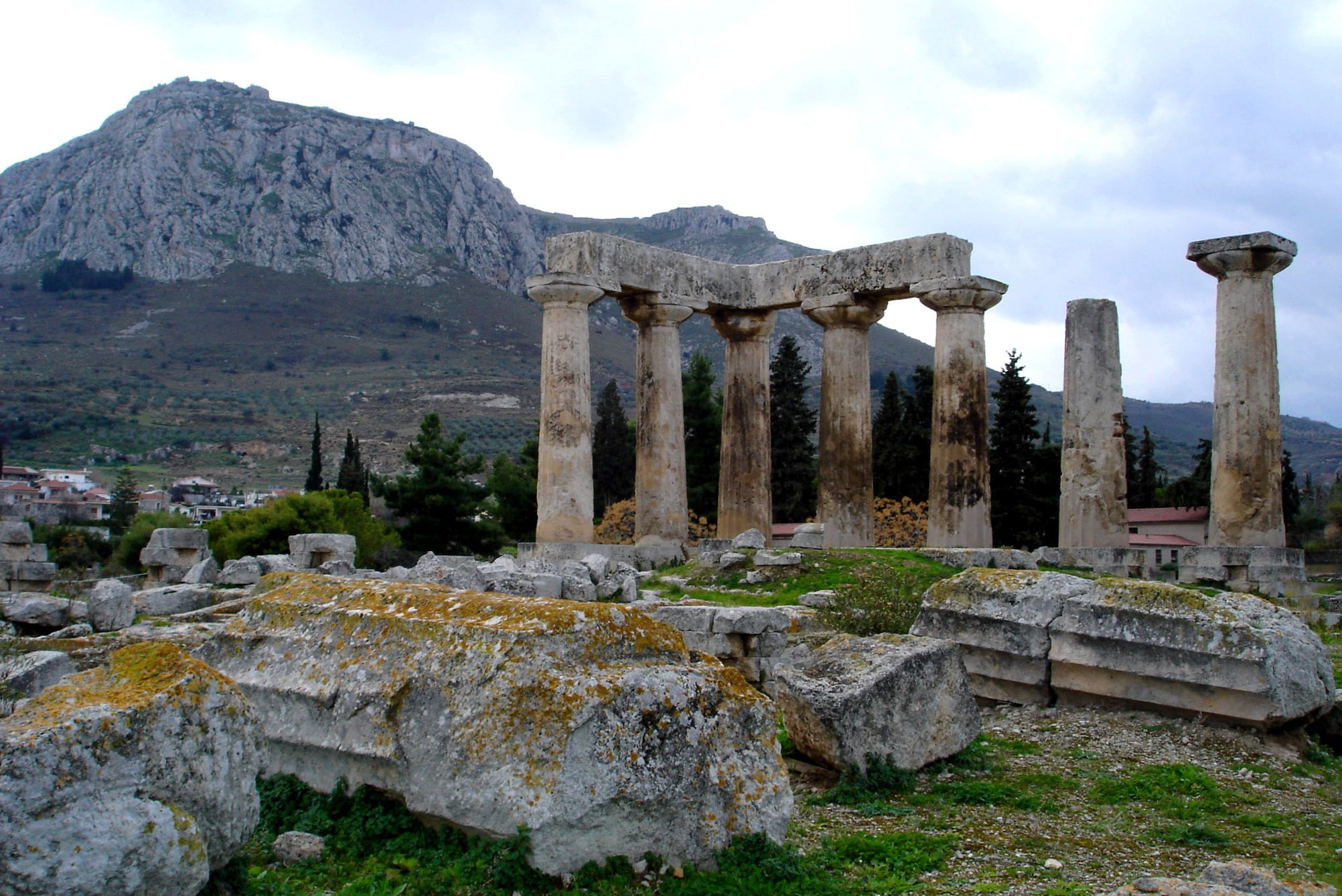
Apollónův chrám v Korintu (Akrokorint v pozadí nahoře)

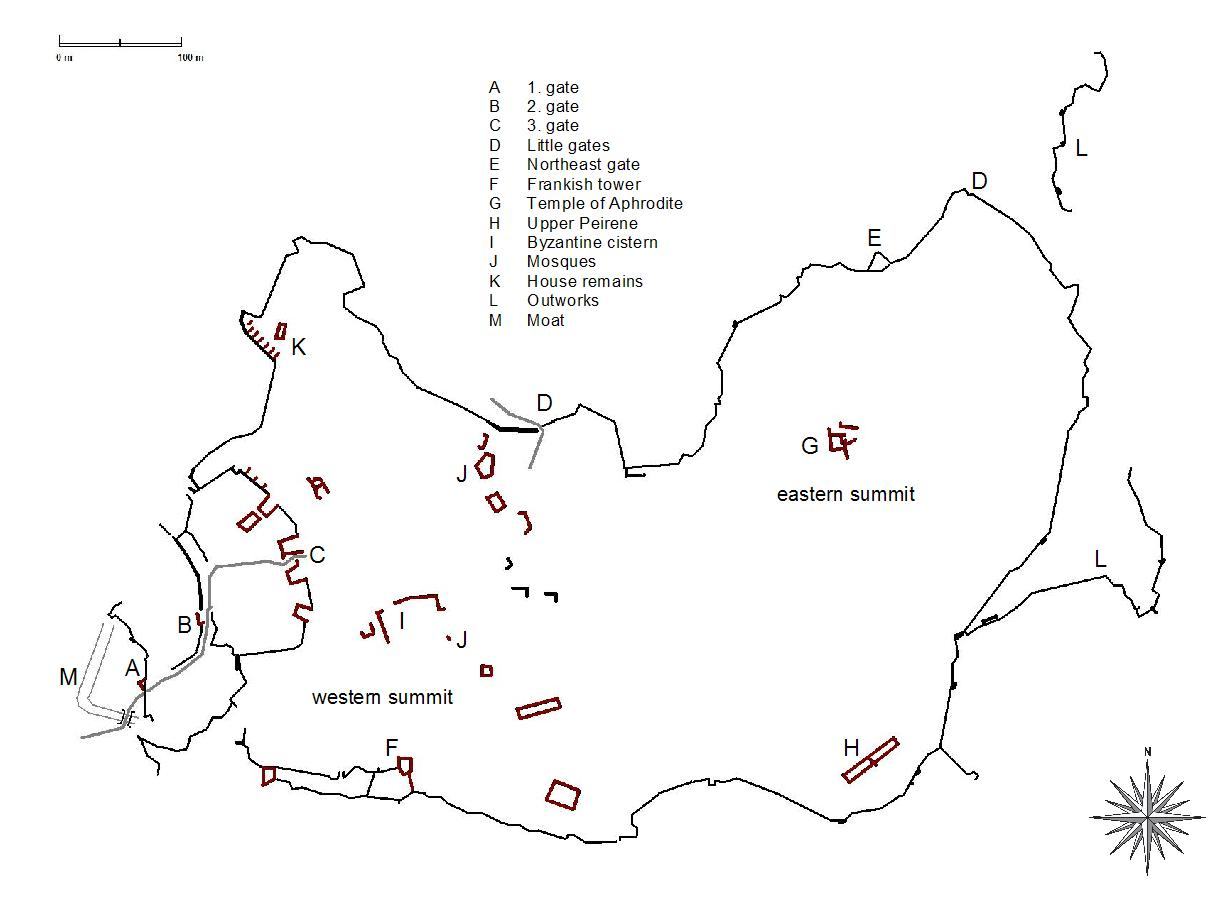
Mapa ruin Akrokorintu